# Liga Metropolitana de Desportos Terrestres
A Liga Metropolitana de Desportos Terrestres (LMDT) foi uma entidade criada em 1917 pelos principais clubes de futebol da cidade do Rio de Janeiro para organizar o Campeonato Carioca.

## História
A LMDT foi fundada em 1917, teve como principal bandeira a manutenção do amadorismo, herdada da liga anterior, a Liga Metropolitana de Sports Athleticos (LMSA). Fora criada com o objetivo principal de manter, organizar e oficializar a prática do futebol de acordo com os conceitos dos clubes fundadores, todos eles pertencentes às classes mais abastadas da cidade, que davam ao futebol um status de uma "tradição inventada" delimitada pelo amadorismo.
A entidade reuniu as principais equipes do futebol carioca em um único campeonato até a temporada de 1923, quando começou uma série de disputas políticas entre os clubes dentro da Liga Metropolitana de Desportos Terrestres. Resultando na saída dos principais membros da LMDT. Esses clubes dissidentes fundam, em 1924, a Associação Metropolitana de Esportes Athleticos (AMEA).
O último campeonato da entidade que contou com a participação de um clube considerado "grande" foi o de 1924, que foi vencido pelo Vasco da Gama. Clube este que passou a disputar o campeonato da Associação Metropolitana de Esportes Athleticos (AMEA) a partir de 1925, mas mesmo após passar a englobar apenas clubes de pouca expressão, a LMDT continuou organizando campeonatos estaduais até 1932. Embora esses campeonatos sejam formalmente estaduais, a atual Federação de Futebol do Estado do Rio de Janeiro (FERJ) simplesmente ignora esses campeonatos pós-1925 e não os lista na cronologia oficial do Campeonato Carioca. Em 1933, com a fundação da Liga Carioca de Football (LCF) a Liga Metropolitana de Desportos Terrestres desistiu de rivalizar com mais uma liga e se tornou uma subliga da LCF, destinada exclusivamente a organizar competições amadoras da mesma – função semelhante ao do D.A. de 1949. Ou seja, os campeões da LMDT a partir de 1933, não podem mais ser considerados campeões estaduais da primeira divisão. A LMDT deixou de existir em 1935.

## Campeões da LMDT

### Campeões estaduais reconhecidos pela FERJ
- 1917: Fluminense
- 1918: Fluminense
- 1919: Fluminense
- 1920: Flamengo
- 1921: Flamengo
- 1922: America
- 1923: Vasco da Gama
- 1924: Vasco da Gama

### Campeões estaduais não reconhecidos pela FERJ
- 1925: Engenho de Dentro Atlético Clube
- 1926: Modesto Football Club
- 1927: Modesto Football Club
- 1928: Sport Club América
- 1929: Sport Club América
- 1930: Grêmio Sportivo Santa Cruz
- 1931: Oriente Atlético Clube
- 1932: Sport Club Boa Vista

### Campeões não considerados estaduais de primeira divisão
- 1933: Viação Excelsior
- 1934: São José